# Fındıklı, Arsin
Fındıklı là một thị trấn thuộc huyện Arsin, tỉnh Trabzon, Thổ Nhĩ Kỳ. Dân số thời điểm năm 2011 là 1.244 người.